# 東京軽合金製作所
株式会社東京軽合金製作所は、埼玉県行田市に本社がある日本の工業メーカーである。現在はリョービグループの一員である。
1938年からダイカスト製品を製造・販売し、1944年からはアルミニウム鋳物の製造・販売を行っている。
企業のキャッチフレーズは「くらしごこちがテーマです。RYOBI」。

## 拠点
- 本社・工場
  - 埼玉県行田市富士見町一丁目21番1号

## 沿革
- 1930年2月 設立。
- 1938年 ダイカスト製品の製造・販売を開始。
- 1944年 アルミニウム鋳物の製造・販売を開始。
- 1967年 東京都品川区から埼玉県行田市に移転。
- 1989年 リョービグループに加わる。